# Ghoubbet-al-Kharab

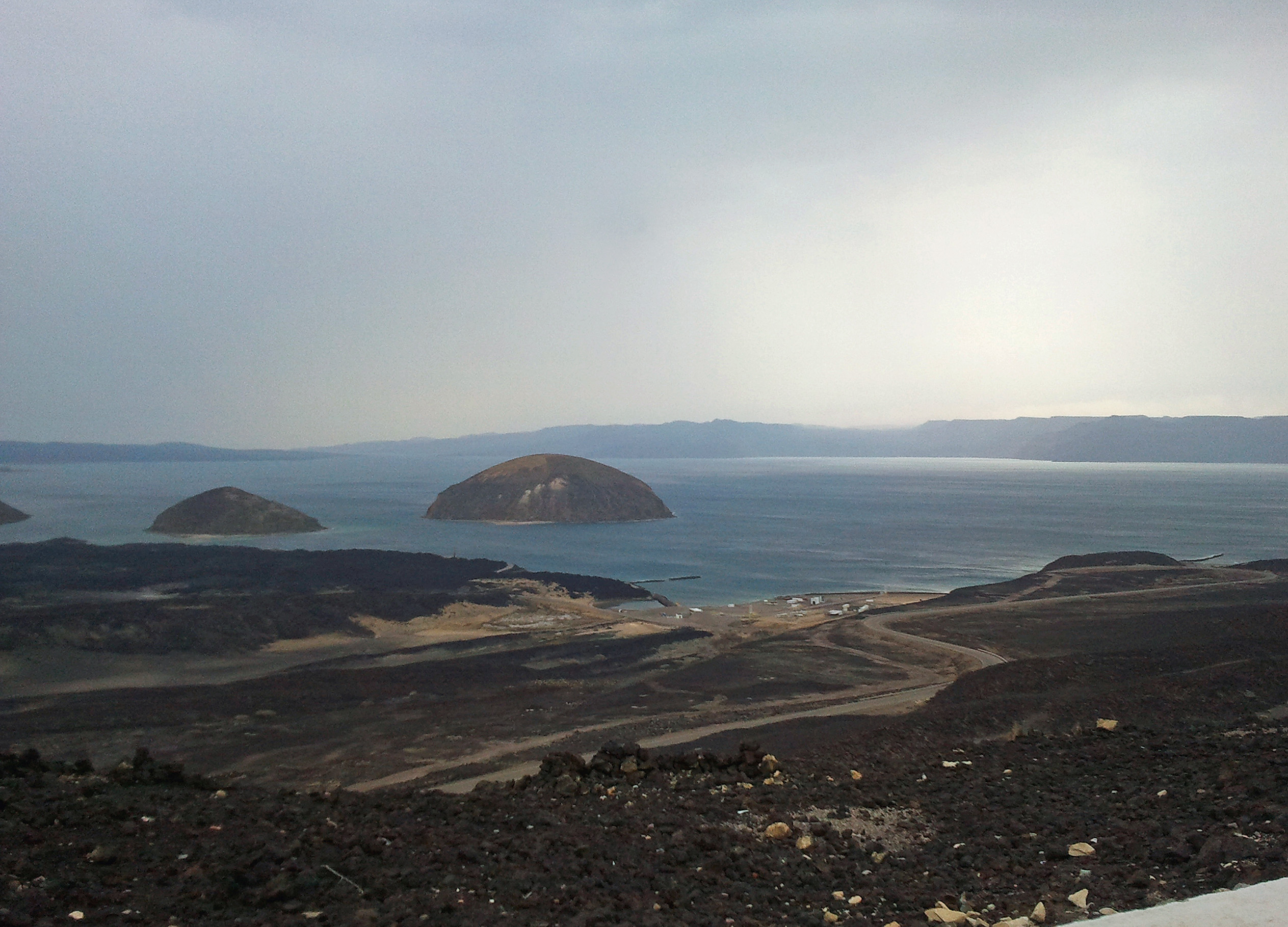
Ghoubbet-el-Kharab

Ghoubbet-el-Kharab, Ghoubbet-al-Kharab, literalmente "golfo de los demonios", también lago de Goubet, o lago de Gubet, es una ensenada de Yibuti situada en la falla del Rift y separada del golfo de Tadjoura por una fuerte corriente. 
Ghoubbet-el-Kharab está rodeada de montañas y acantilados de hasta 600 m, y separada del lago Assal por el volcán Ardoukoba. Tiene una profundidad de 200 m y contiene numerosos peces y tiburones que cruzan las corrientes del golfo. Esta abundancia atrae a los pescadores que se acercan por carretera desde la ciudad de Yibuti. También es visitada por numerosos científicos, como en su día por Jacques-Yves Cousteau.
La ensenada puede encontrarse hasta a un metro por encima del nivel del mar, debido a la estrechez del paso, las mareas y los vientos. En su centro hay dos islas volcánicas, las islas del Diablo, llamadas localmente Guinni Koma (isla del Diablo) y Ounda Guinni Koma (pequeña isla del Diablo). La navegación es peligrosa por las corrientes, pero se practica submarinismo. Los yibutienses creen que sus aguas están pobladas de demonios.

## El entorno
La región de golfo de Ghoubbet está formada exclusivamente por órganos de basalto que se extienden hasta el horizonte. Salvo algunos uadi y un palmeral, el resto son llanuras vírgenes de vegetación. En invierno se superan los 30.oC, cuando los vientos proceden casi siempre del mar, y son más elevadas en verano, cuando soplan del interior.

## Dankalelo
La presencia humana es insignificante, pero hay un lugar, Dankalelo, que forma un importante conjunto arqueológico. Fue descubierto en 1930 por Paul Wernert y se han encontrado numerosos útiles del tercer milenio a. C.